# G3: Live in Tokyo
G3: Live in Tokyo – album koncertowy nagrany podczas trasy z cyklu G3, na którym obok Joe Satrianiego na gitarach zagrali John Petrucci i Steve Vai. Wydany został jako podwójny album koncertowy oraz w wersji DVD z dodatkowym materiałem w postaci nagrania z prób i komentarzy gitarzystów.
To podczas tej trasy koncertowej Petrucci zaprezentował utwory ze swojego pierwszego albumu solowego, zatytułowanego Suspended Animation.

## Lista utworów

### CD

#### Dysk 1

##### John Petrucci
Autor: John Petrucci
1. "Glasgow Kiss" - 9:18
2. "Damage Control" - 10:31

##### Steve Vai
Autor: Steve Vai
1. "The Audience Is Listening" - 8:59
2. "Building the Church" - 6:09
3. "K'm-Pee-Du-Wee" - 9:16

#### Dysk 2

##### Joe Satriani
Autor: Joe Satriani
1. "Up in Flames" - 8:56
2. "Searching" - 8:44
3. "War" - 6:37

##### G3
1. "Foxy Lady" (Jimi Hendrix) - 10:43
  - cover utworu zespołu The Jimi Hendrix Experience
2. "La Grange" (Billy Gibbons, Dusty Hill, Frank Beard) - 9:18
  - cover utworu zespołu ZZ Top
3. "Smoke on the Water" (Ian Gillan, Ritchie Blackmore, Roger Glover, Jon Lord, Ian Paice) - 12:33
  - cover utworu zespołu Deep Purple

### DVD

#### John Petrucci
1. "Glasgow Kiss"
2. "Damage Control"

#### Steve Vai
1. "The Audience Is Listening"
2. "Building the Church"
3. "K'm-Pee-Du-Wee"

#### Joe Satriani
1. "Up in Flames"
2. "Searching"
3. "War"

#### The G3 Jam
1. "Foxy Lady"
2. "La Grange"
3. "Smoke on the Water"

#### Dodatki
- Próba G3 z komentarzem wszystkich trzech gitarzystów.

## Skład

### Joe Satriani
- Joe Satriani - gitara elektryczna
- Galen Henson - gitara rytmiczna
- Matt Bissonette - gitara basowa
- Jeff Campitelli - perkusja

### Steve Vai
- Steve Vai – gitara elektryczna
- Dave Weiner – gitara rytmiczna
- Billy Sheehan – gitara basowa
- Tony MacAlpine - organy, gitara elektryczna
- Jeremy Colson - perkusja

### John Petrucci
- John Petrucci - gitara
- Dave LaRue – gitara basowa
- Mike Portnoy - perkusja

### G3
- Joe Satriani - gitara, wokal na "Foxey Lady"
- Steve Vai - gitara
- John Petrucci - gitara
- Matt Bissonette – gitara basowa, wokal na "Smoke on the Water"
- Billy Sheehan – gitara basowa na "La Grange" oraz "Smoke on the Water", wokal na "La Grange", wokal wspierający na "Smoke on the Water"
- Mike Portnoy – perkusja na "Foxy Lady"
- Jeff Campitelli – perkusja na "La Grange" oraz "Smoke on the Water"